# Wapen van Noardeast-Fryslân

Wapen van Noardeast-Fryslân.

Het wapen van Noardeast-Fryslân is het gemeentelijke wapen van de Friese gemeente Noardeast-Fryslân. Deze gemeente ontstond in 2019 uit een fusie van de gemeenten Dongeradeel, Ferwerderadeel en Kollumerland en Nieuwkruisland. Het wapen werd op 14 december 2018  verleend bij koninklijk besluit.

## Beschrijving
De blazoenering van het wapen luidt als volgt:
In sinopel een zespuntige ster van goud; een golvend doorsneden schildhoofd van azuur en goud. Het schild gedekt met een gouden kroon van drie bladeren en twee maal drie parels.
De heraldische kleuren zijn: azuur (blauw), goud (geel), en sinopel (groen). Het schild wordt gedekt door een gravenkroon.

## Symboliek
Het wapen is een combinatie van de wapens van de drie gemeenten. Het groen in het wapen verwijst naar het agrarische karakter van de gemeente. De balken van goud en azuur in het schildhoofd worden ook gebruikt in wapens van zeewerende waterschappen en verbeelden hier de ligging aan de kust. De zespuntige gouden ster is een symbool dat voorkwam in de wapens van de drie gemeenten. Het wapen wordt gedekt door een zogenaamde Friese grietenijkroon.

## Verwante wapens

Wapen van Dongeradeel
Wapen van Ferwerderadeel
Wapen van Kollumerland en Nieuwkruisland

Achtkarspelen · Ameland · Dantumadeel · De Friese Meren · Harlingen · Heerenveen ·Leeuwarden ·  Noardeast-Fryslân · Ooststellingwerf · Opsterland · Schiermonnikoog · Smallingerland · Súdwest-Fryslân · Terschelling · Tietjerksteradeel · Vlieland · Waadhoeke · Weststellingwerf